# Jannie de Beer
Pour les articles homonymes, voir Jan de Beer et de Beer.
Pas d'image ? Cliquez ici

a Compétitions nationales et continentales officielles uniquement.

b Matchs officiels uniquement.
Dernière mise à jour le 28 janvier 2025.
Jan Hendrik de Beer dit Jannie de Beer, né le 22 avril 1971 à Welkom, est un joueur de rugby à XV sud-africain qui a joué avec l'équipe d'Afrique du Sud de 1997 à 1999 au poste de demi d'ouverture.

## Biographie
Jannie de Beer effectue son premier test match avec les Springboks en juillet 1997 à l'occasion d'un match contre les Lions britanniques. Son dernier test match est effectué en octobre 1999 contre l'Australie. Jannie de Beer est connu pour avoir réalisé un nombre record de drop goals (cinq) pendant la Coupe du monde 1999, lors du quart de finale au Stade de France gagné contre l'Angleterre (44-21). Il marque ses 5 drops en 30 minutes seulement et marque au total 34 points contre l'Angleterre. La semaine suivante, l'équipe de France affronte la Nouvelle-Zélande en demi-finale (43-31) et Christophe Lamaison auteur de deux drops en moins de 8 minutes déclare plus tard qu'il avait voulu s'inspirer ce jour-là de Jannie de Beer et de cette mode momentanée. Une blessure au genou le contraint à arrêter sa carrière en 2002.

## Statistiques

### En équipe nationale
- 13 sélections
- 181 points (2 essais, 33 transformations, 8 drops, 27 pénalités)
- Sélections par saison : 7 en 1997 et 6 en 1999

### En club
- 281 points marqués en Super 12